# Collada del Casó
La Collada del Casó és un coll a 906,1 m. alt. del terme municipal de Tremp, a dins de l'antic terme de Fígols de Tremp.
És a ponent del poble de Claramunt, al sud-oest del Puny del Moro, a la dreta del barranc de les Tarteres. Té la casa de Cal Casó al costat mateix, al sud. És a la carena que separa les valls del barranc de la Vileta i del barranc dels Horts. Per aquesta carena passava el límit entre els antics termes de Fígols de Tremp i de Sapeira.
Hi passa la carretera C-1311 de Tremp al Pont de Montanyana, en el seu punt quilomètric número 20,6.